# زخاري نايتون
زخاري نايتون (بالإنجليزية: Zachary Knighton)‏ هو ممثل أمريكي، ولد في 25 أكتوبر 1978 بالإسكندرية في الولايات المتحدة.

## أعمال

### أفلام
- (2004) الأمير وأنا[5]

### مسلسلات
- النهايات السعيدة
- فلاش فورورد
- هاوس

## وصلات خارجية
- زخاري نايتون على موقع IMDb (الإنجليزية)
- زخاري نايتون على موقع ألو سيني (الفرنسية)
- زخاري نايتون على موقع أول موفي (الإنجليزية)
- زخاري نايتون على موقع قاعدة بيانات الأفلام السويدية (السويدية)
- زخاري نايتون على موقع إن إن دي بي (الإنجليزية)
- زخاري نايتون على موقع قاعدة بيانات الفيلم (الإنجليزية)
- زخاري نايتون على موقع كينوبويسك (الروسية)